# Tectaria suluensis
Tectaria suluensis är en ormbunkeart som beskrevs av Holtt. Tectaria suluensis ingår i släktet Tectaria och familjen Tectariaceae. Inga underarter finns listade.